# Бурунан
Бурунан (Tursiops australis) е вид делфин от род Афали‎ (Tursiops), смятан преди това за подвид на Индо-тихоокеанската афала. Обитава крайбрежни части на Виктория, Австралия. По размери на тялото наподобява на останалите два вида от рода като са известни само около 150 индивида с две локализации. Видът е признат за нов през 2011 година, което го нарежда сред сравнително късно описаните видове морски бозайници.

## Таксономия
Формално видът е наречен с научното име Tursiops australis. Името е дадено от откривателя на вида Кейт Чарлтън-Роб, изследователка в Университета „Монаш“ в Мелбърн. Видът обаче ще бъде наричан Бурунан. Думата е с аборигенски произход, характерна за племената Boonwurrung, Woiwurrung и Taungurung, обитаващи района около Мелбърн, и в буквален превод означава голяма морска риба с вид на морска свиня. Научното име на вида australis от латински език означава южен и описва южните местообитания на вида.
Делфините Бурунан са смятани за подвид на Индо-тихоокеанската афала. Много преди да бъде обявен за отделен вид са отбелязани и някои разлики с вида, към който е причисляван. Дълго време обаче не е имало достатъчно доказателства, за да бъде класифициран като отделен вид. Въпреки това изследването на черепите им, някои външни характеристики и ДНК-анализ от стари и по-нови проби разкриват уникални характеристики. В резултат на това особеностите, поради които трябва да бъде отделен като нов вид, са описани от изследователите на 27 януари 2011 г. Същите са публикуван на 14 септември 2011 г. Това е третият случай от края на 19 век, при който е признат делфин за нов вид.

## Морфологични особености
Делфините Бурунан имат тъмно синьо-сив цвят в горната част на гърба близо до гръбната перка, простираща се по главата и отстрани на тялото. Средната линия е по-светъл сив цвят, който се простира по дължината на тялото. Долната част на тялото е почти бяла. В областта на главата се издига нагоре като обхваща перките, минава над очите и достига до муцуната. Представителите на вида са по-малки от афалата, но са по-едри от Индо-тихоокеанските бутилконоси делфини. Тялото е с дължина между 2,27 и 2,78 метра.

## Разпространение
Известни са само две популации на вида. Едната е от района на Порт Филип, а другата от Езерата Гипсланд. Наброяват едва около 150 индивида (100 в Порт Филип и 50 в Гипсланд). Делфини с хаплотип на Tursiops australis са наблюдавани във водите край източната част на остров Тасмания, в крайбрежните води на Южна Австралия от залива Спенсър до остров Сейнт Франсис. Първоначалните съобщения за ниската численост и разпространението на Бурунан предполагат, че видът ще бъде квалифициран като застрашен, съгласно Закона за опазване на биологичното разнообразие на Австралия.